# Latawcowanie
Latawcowanie – rodzaj treningu sokołów, polegający na wznoszeniu się ptaka podwieszonego pod latawcem wabidła, nieraz na znacznej wysokości. W razie braku wiatru można posłużyć się balonem – wtedy mamy do czynienia z balonowaniem.